# Lorenzo Cesa
Lorenzo Cesa (Arcinazzo Romano. Roma, 16 de agosto de 1951) es un político italiano, secretario del partido italiano Unión del Centro.

## Trayectoria
Se graduó en Ciencias Políticas por la Universidad LUISS de Roma. Fue gerente de importantes empresas y bancos, entre ellos ANAS .
Fue elegido concejal de Roma por el partido Democracia Cristiana. Posteriormente se unió al Centro Demócrata Cristiano, la Unión de Demócratas Cristianos y de Centro .
En las elecciones al Parlamento Europeo de 2004, fue elegido eurodiputado con 103.000 votos preferenciales.
El 27 de octubre de 2005 fue elegido secretario de la UDC, sucediendo a Marco Follini.
En las elecciones generales de 2006 fue elegido miembro de la Cámara de Diputados Italiana, por lo que dimitió como eurodiputado. También fue reelegido diputado en las elecciones de 2008 y 2013.
En las elecciones al Parlamento Europeo de 2014 volvió a ser elegido eurodiputado, entre las filas de la Nueva Centro-Derecha - UDC. En las elecciones generales de 2018 fue candidato a la Cámara de Diputados de Italia, en el colegio uninominal de Nola (con el apoyo de la coalición de centroderecha) y en la lista proporcional relativa (Estados Unidos con Italia - UDC ), pero fue no elegido, por lo que mantuvo el cargo como diputado al Parlamento Europeo.
En las elecciones europeas de 2019 Cesa fue candidato en la lista de Forza Italia, pero no fue reelegido.

## Problemas legales
El 21 de junio de 2001 fue condenado a 3 años de prisión por cohecho con la empresa Anas. Por otro lado en el mes de noviembre de 2010 las autoridades italianas decomisaron bienes privados de Lorenzo Cesa valorados de 1 millón de euros.